# Церква Преображення Господнього (Дичків)

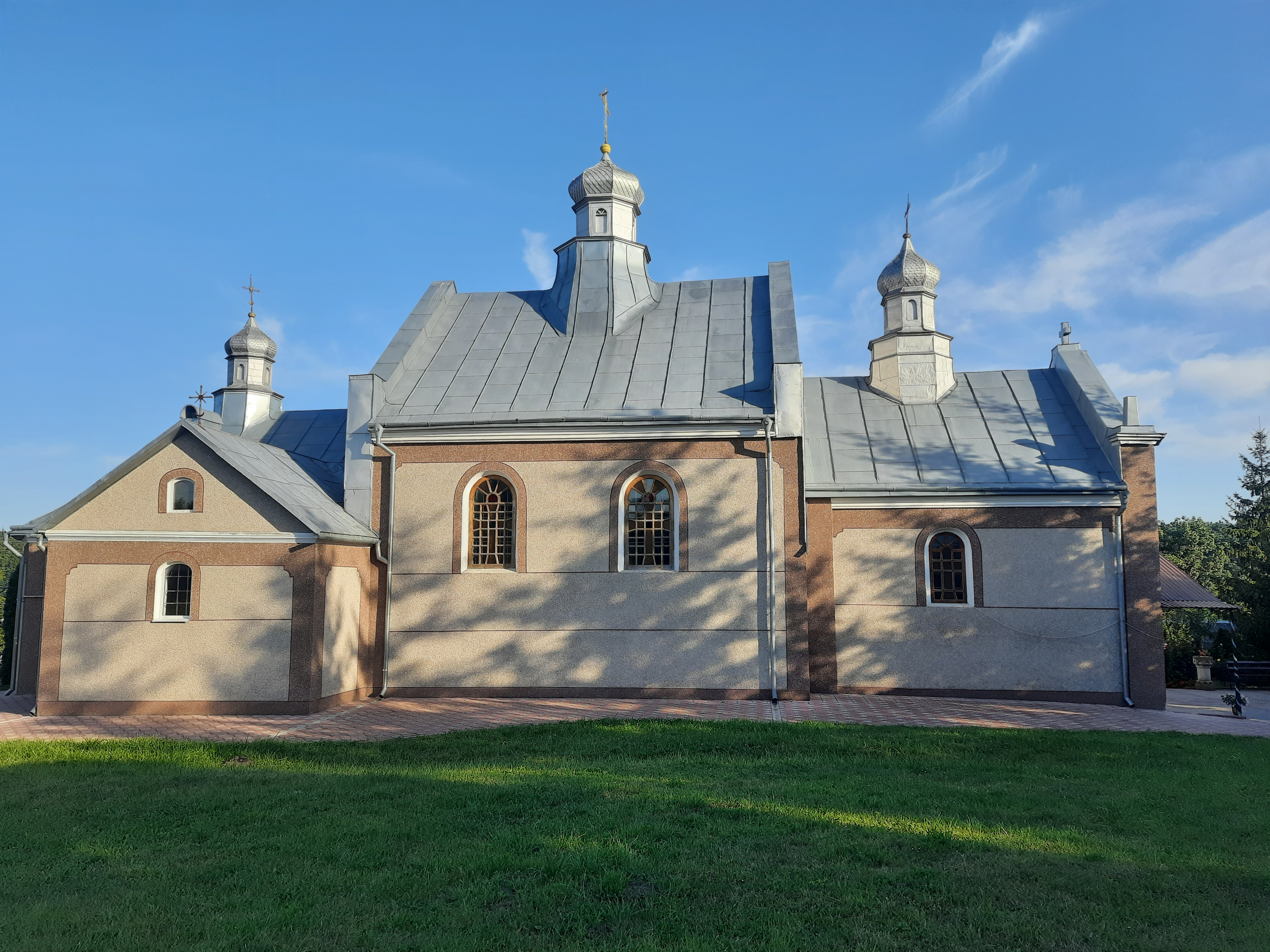
Церква Преображення Господнього

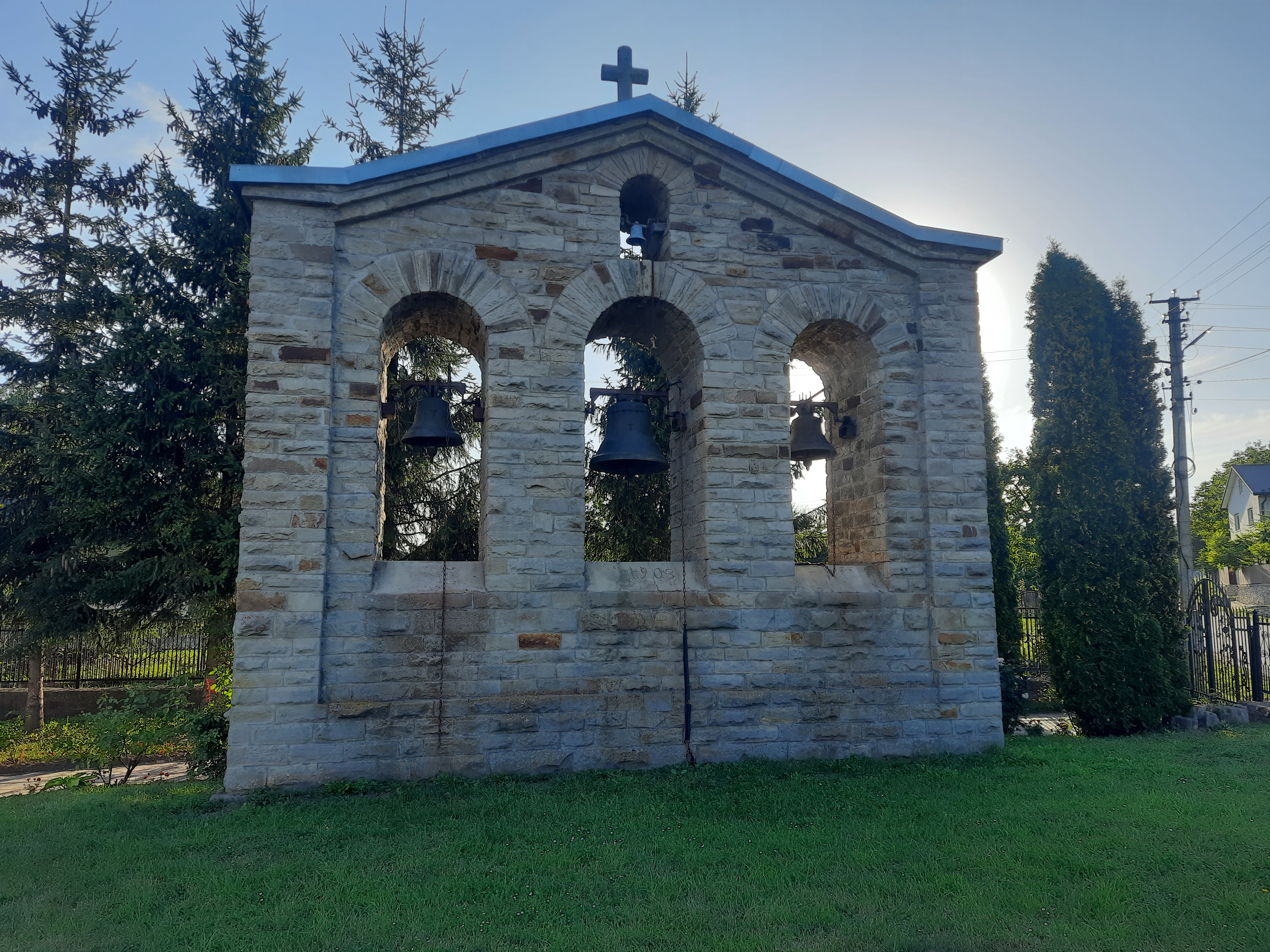
Церковна дзвіниця

Церква Преображення Господнього в Дичках — парафія і храм греко-католицької громади Великобірківського деканату Тернопільсько-Зборівської архієпархії Української греко-католицької церкви в селі Дичків Тернопільського району Тернопільської области.
Оголошена пам'яткою архітектури місцевого значення.

## Історія церкви
Греко-католицька парафія в селі Дичків виникла у серпні 1759 року. У 1842 році її ліквідували, приєднавши до парафії у Великих Бірках. Однак, у 1881 році парафіяни з Дичкова та Красівки звернулися до митрополичої консисторії у Львові з проханням відновити окрему парафію, що було дозволено у 1893 році. Того ж року була збудована мурована церква.
Радянська влада згодом закрила храм, плануючи перетворити його на музей. Але наприкінці 1989 року громада села почала його відновлювати. Перша греко-католицька відправа після довгої перерви відбулася у січні 1990 року.
Стараннями о. Мелодія Бучинського при церкві Преображення Господнього було засновано братство Матері Божої Неустанної Помочі, а у серпні 2004 року — Марійську дружину.

## Парохи
- о. Микола Волянський (1832),
- о. Теодор Стадник (1893—1896),
- о. Платон Карпінський (1896—1914),
- о. Степан Боне (1914—1919),
- о. Іван Волянський (1920—1926),
- о. Михайло Мартишок (1926—1927),
- о. Остап Охримович (1927—1938),
- о. Володимир Рудик (1938—1949),
- о. Михайло Рокіцький (1949),
- о. Василь Іванюк,
- о. Роман Мороко (1961—1964),
- о. Василь Павлишин,
- о. Павло Репела,
- о. Дмитро Петро Квич,
- о. Олег Кривобочко,
- о. Тарас Рогач,
- о. Володимир Зарічний,
- о. Мелодій Бучинський (2000—вересень 2008),
- о. Олег Леськів (з грудня 2008).